# Sam Worthington
Samuel Henry John Worthington, detto Sam (Godalming, 2 agosto 1976), è un attore australiano.
È principalmente noto per aver interpretato il ruolo di Jake Sully (detto Jakesully) in Avatar (2009) e nei sequel Avatar - La via dell'acqua (2022) e Avatar - Fuoco e cenere (2025), diretti da James Cameron. I primi due sono rispettivamente ad ora primo e terzo film con i maggiori incassi nella storia del cinema.

## Biografia
Sam Worthington nasce a Godalming, in Inghilterra, nella contea del Surrey, dove frequenta la Farncombe Junior School. In seguito si trasferisce insieme alla famiglia a Perth, in Australia.
Cresce a Warnbro, sobborgo di Rockingham, nella parte occidentale del paese. Suo padre, Ronald, è un dipendente della centrale elettrica della città, mentre la madre è una casalinga che ha cresciuto lui e la sorella minore.
Frequenta il John Curtin College of The Arts, ma abbandona gli studi all'età di diciassette anni iniziando a lavorare nelle costruzioni e accettando altri incarichi occasionali. Alla fine si reca a Sydney, dove esercita il mestiere di muratore fino a che, nel 1995, viene accettato con una borsa di studio al National Institute of Dramatic Art.
(Sam Worthington)

### Gli inizi
Nel 1998, terminati gli studi, inizia a calcare i palcoscenici rappresentando diverse produzioni con varie compagnie, e dal 2000 comincia a farsi le ossa lavorando in alcune serie tv e pellicole australiane, tra le quali Bootmen (dov'è co-protagonista al fianco di Adam Garcia), Dirty Deeds (2002), Gettin' Square (2003) e una rivisitazione in chiave moderna del Macbeth (2006). Nel 2004 recita accanto ad Abbie Cornish nel film indipendente Somersault, che gli frutta un Australian Film Institute. Nello stesso anno è il regista, sceneggiatore, direttore della fotografia e compositore del cortometraggio australiano Enzo, della durata di sette minuti.

### Il successo
La carriera cinematografica internazionale di Worthington inizia con una serie di piccoli ruoli in produzioni hollywoodiane quali Sotto corte marziale (2002) e The Great Raid - Un pugno di eroi (2005), l'ultimo dei quali è stato girato completamente in Australia.
Nel 2006, quando si cerca un sostituto per Pierce Brosnan nel ruolo di James Bond, Worthington è in lista per la parte. Il regista di Casino Royale, Martin Campbell, ha sostenuto che solamente lui e Henry Cavill erano due potenziali alternative a Daniel Craig, ma furono scartati perché ritenuti troppo giovani. Nel 2007 recita nel film Rogue e lo stesso anno gli viene raccomandato di fare il provino per Avatar. Il regista James Cameron lo raccomanda poi ai produttori di Terminator Salvation, quarto capitolo della saga di Terminator, creata proprio da quest'ultimo nel 1984.
Worthington ottiene il ruolo del personaggio principale Jake Sully in Avatar (che manterrà per dieci anni il titolo di maggior incasso nella storia del cinema sino all'uscita di Avengers: Endgame nel 2019, per poi riprendersi il primato dopo la proiezione del titolo nelle sale cinesi) e quello di protagonista, insieme a Christian Bale, anche in Terminator Salvation. I due film fanno decollare la sua carriera: nel 2010 esce il blockbuster Scontro tra titani, in cui interpreta il protagonista Perseo accanto a Liam Neeson e Ralph Fiennes. Per lo stesso anno esce anche Last Night, accanto a Keira Knightley e Eva Mendes. Nel 2011 ha partecipato come attore nello spot pubblicitario del videogioco Call of Duty: Modern Warfare 3, insieme all'attore e produttore statunitense Jonah Hill Feldstein, Nella serie di videogiochi ha inoltre doppiato il capitano Alex Mason in Call of Duty: Black Ops del 2009 e Call of Duty: Black Ops II del 2012. Nel 2016 prende parte al film sci-fi The Titan, di cui è protagonista insieme a Ruth Wilson, e al film di Mel Gibson La battaglia di Hacksaw Ridge.

## Vita privata
Ha avuto una lunga storia con l'attrice Maeve Dermody, e con la stilista Natalie Mark, anch'ella australiana. Dall'ottobre 2013 ha una relazione con la modella Lara Bingle. La coppia ha tre figli.
Vincitore del premio GQ Man of the Year del 2009 in Australia, battendo attori quali Eric Bana e Russell Crowe, quando aveva circa trent'anni, Worthington ha venduto la maggior parte dei suoi beni, dai quali ha ricavato pressappoco 2000 dollari, e con i soldi incassati ha poi acquistato un'automobile in cui ha vissuto fino a quando ha ottenuto il ruolo in Avatar che, come ha dichiarato, gli ha "cambiato la vita".

## Filmografia

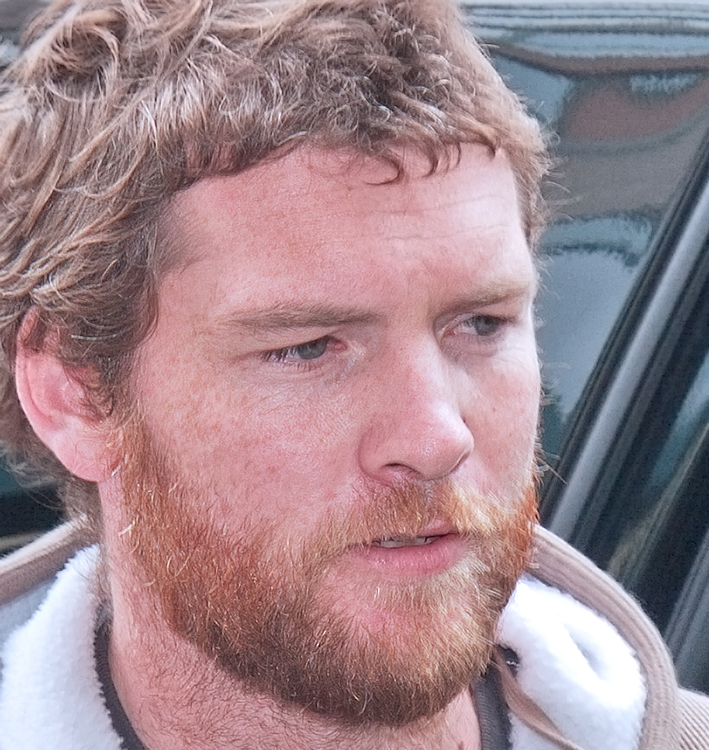
Sam Worthington al Toronto International Film Festival 2010

### Attore

#### Cinema
- Bootmen, regia di Dein Perry (2000)
- A Matter of Life, regia di Jennifer Perrott (2001)
- Sotto corte marziale (Hart's War), regia di Gregory Hoblit (2002)
- Dirty Deeds - Le regole del gioco, regia di David Caesar (2002)
- Gettin' Square, regia di Jonathan Teplitzky (2003)
- Thunderstruck, regia di Darren Ashton (2004)
- Somersault, regia di Cate Shortland (2004)
- Blue Poles, regia di Darcy Yuille (2004)
- The Great Raid - Un pugno di eroi (The Great Raid), regia di John Dahl (2005)
- Fink!, regia di Tim Boyle (2005)
- A Fairytale of the City, regia di Vanessa Caswill (2006)
- Macbeth - La tragedia dell'ambizione (Macbeth), regia di Geoffrey Wright (2006)
- Rogue, regia di Greg McLean (2007)
- Terminator Salvation, regia di McG (2009)
- Avatar, regia di James Cameron (2009)
- Scontro tra titani (Clash of the Titans), regia di Louis Leterrier (2010)
- Last Night, regia di Massy Tadjedin (2010)
- Il debito (The Debt), regia di John Madden (2010)
- Le paludi della morte (Texas Killing Fields), regia di Ami Canaan Mann (2011)
- 40 carati (Man on a Ledge), regia di Asger Leth (2012)
- La furia dei titani (Wrath of the Titans), regia di Jonathan Liebesman
- Drift - Cavalca l'onda (Drift), regia di Morgan O'Neill e Ben Nott (2013)
- Sabotage, regia di David Ayer (2014)
- Paper Planes - Ai confini del cielo (Paper Planes), regia di Robert Connolly (2014)
- The Keeping Room, regia di Daniel Barber (2014)
- Cake, regia di Daniel Barnz (2014)
- Il caso Freddy Heineken (Kidnapping Mr. Heineken), regia di Daniel Alfredson (2015)
- Everest, regia di Baltasar Kormákur (2015)
- La battaglia di Hacksaw Ridge (Hacksaw Ridge), regia di Mel Gibson (2016)
- The Shack, regia di Stuart Hazeldine (2017)
- Hunter's Prayer - In fuga (The Hunter's Prayer), regia di Jonathan Mostow (2017)
- The Titan, regia di Lennart Ruff (2017)
- Fractured, regia di Brad Anderson (2019)
- Lansky, regia di Eytan Rockaway (2021)
- The Last Son, regia di Tim Sutton (2021)
- Nine Bullets - Fuga per la libertà, regia di Gigi Gaston (2022)
- Avatar - La via dell'acqua (Avatar: The Way of Water), regia di James Cameron (2022)
- Transfusion, regia di Matt Nable (2023)
- The Georgetown, regia di M. A. Fortin e Joshua John Miller (2023)
- Simulant, regia di Aprile Mullen (2023)
- Lift, regia di F. Gary Gray (2024)
- Breathe, regia di Stefon Bristol (2024)
- L'esorcismo - Ultimo atto, (The Exorcism) regia di M. A. Fortin e Joshua John Miller (2024)
- Horizon: An American Saga - Capitolo 1 (Horizon: An American Saga - Chapter 1), regia di Kevin Costner (2024)
- The Killer, regia di John Woo (2024)
- Avatar - Fuoco e cenere (Avatar: Fire and Ash), regia di James Cameron (2025)

#### Televisione
- JAG - Avvocati in divisa (JAG) – serie TV, episodio 5x15 (2000)
- Water Rats – serie TV, 1 episodio (2000)
- Blue Heelers - Poliziotti con il cuore (Blue Heelers) – serie TV, 1 episodio (2000)
- Love My Way – serie TV, 10 episodi (2004-2005)
- The Surgeon – serie TV, 8 episodi (2005)
- Two Twisted - Svolte improvvise (Two Twisted) – serie TV, 1 episodio (2006)
- Deadline Gallipoli – miniserie TV, 2 episodi (2015)
- Manhunt – serie TV, 8 episodi (2017)
- In nome del cielo (Under the Banner of Heaven) – miniserie TV (2022)

### Doppiatore
- Alex Mason in Call of Duty: Black Ops, Call of Duty: Black Ops II, Call of Duty: Black Ops IIII

## Riconoscimenti
Empire Awards
- 2010 - Candidatura per il miglior attore per Avatar

MTV Movie & TV Awards
- 2010 - Candidatura per il miglior bacio (condiviso con Zoe Saldana) per Avatar
- 2010 - Candidatura per il miglior combattimento (condiviso con Stephen Lang) per Avatar
- 2010 - Candidatura per il Biggest Badass Star per Avatar e Scontro tra titani

Satellite Award
- 2023 - Candidatura per il miglior attore non protagonista in una serie, miniserie o film per la televisione per In nome del cielo

## Doppiatori italiani
Nelle versioni in italiano delle opere in cui ha recitato, Sam Worthington è stato doppiato da:
- Francesco Bulckaen in Scontro tra titani, Le paludi della morte, 40 carati, La furia dei titani, Drift - Cavalca l'onda, La battaglia di Hacksaw Ridge, Manhunt
- Francesco Pezzulli in Avatar, In nome del cielo, Avatar - La via dell'acqua, L'esorcismo - Ultimo atto, Simulant, Avatar  - Fuoco e cenere
- Simone D'Andrea in Macbeth - La tragedia dell'ambizione, Il caso Freddy Heineken, Hunter's Prayer - In fuga
- Marco Vivio in Sabotage, Fractured, Lift
- Daniele Raffaeli in Papers Planes - Ai confini del cielo, The Titan, Horizon: An American Saga - Capitolo 1
- Riccardo Rossi in Cake, Everest
- Andrea Lavagnino in Lansky, Nine Bullets - Fuga per la libertà
- Fabio Boccanera in Terminator Salvation
- Stefano Crescentini in Last Night
- Massimiliano Manfredi in Il debito
- Mirko Mazzanti in Bootmen
- Stefano Brusa in Dirty Deeds - Le regole del gioco
- Stefano Billi in Gettin' Square

Da doppiatore è sostituito da:
- Paolo De Santis in Call of Duty: Black Ops, Call of Duty: Black Ops II
- Matteo Brusamonti in Call of Duty: Black Ops IIII